# Eugène Gabriels
Eugenius Paulus Constant (Eugène) Gabriels (Gent, 27 november 1895 - aldaar, 28 juli 1969) was een Belgische roeier.

## Loopbaan
Gabriels sloot zich pas in 1921 aan bij Sport Nautique de Gand. Het jaar nadien werd hij samen met Alphonse De Wette Belgisch kampioen op de twee met stuurman. Op de Europese kampioenschappen werden ze vierde.
In 1924 werd Gabriels opnieuw met De Wette Belgisch kampioen op de twee met stuurman. Later dat jaar namen ze op hetzelfde nummer deel aan de Olympische Spelen van 1924 in Parijs. Het Gentse team werd uitgeschakeld in de reeksen. In 1925 werd hij samen met zijn clubgenoten Belgisch kampioen op de vier met stuurman. Op de Europese kampioenschappen van dat jaar in Praag  werden ze vierde in de finale.

## Palmares

### twee met stuurman
- 1922:  BK in Langerbrugge - 8.28
- 1922: 4e EK in Barcelona - 9.48
- 1924:  BK in Vilvoorde - 8.36.2
- 1924: 3e in reeks OS in Parijs

### vier met stuurman
- 1925:  BK in Vilvoorde - 7.16
- 1925: 4e EK in Praag

### acht met stuurman
- 1922:  BK